# Comtat de Montaigu
El comtat de Montaigu fou una jurisdicció feudal del Principat de Lieja dins del Sacre Imperi Romanogermànic centrada al castell de Montaigu (Mons Acutus) a la riba esquerra de l'Ourthe, enfront de Marcourt, un veïnat de Rendeux (való: Rindeu) a la regió de les Ardenes, actualment a Bèlgica.

## Història
El primer comte que va exercir autoritat al castell fou Gozeló o Goteló que apareix com a testimoni en la restauració del monestir de Sant Mateu a Trèveris per l'arquebisbe Poppó el 2 de setembre de 1038. Fou també advocat de la col·legiata de Sant Bartomeu de Lieja. A la seva mort el 1064 és assenyalat com a comes Bohaniae (Behogne), però que no es tracta pas d'un altre comte del mateix nom, ja que coincideixen el nom de l'esposa i fills. Es va casar amb Ermengarda filla del comte Widric I de Clermont que després de la mort de Gozeló vers 1064 es va casar amb Fredeló, senyor d'Echternach i Malmedy (mort vers 1083/1085) i foren pares del primer senyor d'Esch.
Va tenir amb Ermengarda cinc fills (els dos petits destinats a la religió) dels quals el gran, Conó I, el va succeir a Montaigu; se l'esmenta com a testimoni en carta del 1091 en la que el bisbe de Lieja Enric de Verdun aprovava la fundació de Flône; fou també senyor de Rochefort i advocat (abat laic) de Dinant; va morir a Dalhem l'1 de maig de 1106 segons la Crònica de sant Hubert; Alberic de Trois-Fonatines dona a entendre que havia participat en la primera Croada. Es va casar amb Ida de Voeren. Fou filla de Lambert de Voeren, i en segones noces amb Ida de Boulogne, vídua d'Herman de Malsen i filla d'Eustaqui II de Boulogne. Va tenir quatre fills dels quals Gozeló o Goteló II va morir a la Croada segons Guillem de Tir al començament dels combats (1097 o 1098), i Lambert el va succeir en el comtat.
Lambert estava present a la conquesta d'Acre el 1098. Va heretar Montaigu el 1106 i per circumstàncies desconegudes va rebre el comtat de Clermont al Condroz en data indeterminada, on apareix com a comte en carta del 1136. L'única relació coneguda per la que li podria haver arribat el comtat és la de la seva àvia Ermengarda de Clermont, filla de Widric I; un altre possibilitat és que la seva dona, desconeguda, fos la filla de Giselbert comte de Clermont (vers 1080-1100 o 1110); igual que el seu pare Lambert fou també senyor de Rochefort i abat laic de Dinant i a més abat laic de Saint-Symphorien-aux-Bois. Com que no hi ha cap font primària que doni el nom de la seva esposa, a més de la filla de Giselbert de Clermont s'ha suggerit el nom de Gertrud de Lovaina filla d'Enric III de Lovaina i de Gertrudis de Flandes.
Lambert era viu encara el 1140 i va tenir tres fills dels quals el gran Conó (II) va morir segurament abans que el pare (o poc després), i el segon Godofreu hauria succeït al pare (o germà) vers 1145 tant a Montaigu com a Clermont i a la senyoria de Rochefort, i apareix en dues cartes del 1157. Fou també abat laic de Dinant. El 1147 fou comte uxori de Duras per matrimoni amb Juliana, filla del comte Otó II de Duras, però després la comtessa es va casar en segones noces amb Enguerrand d'Orbais i va morir vers 1164.
El seu fill Gil el va succeir a Montaigu i Condroz/Clermont i la senyoria de Rochefort el 1161, i va rebre de la mare el comtat de Duras el 1164. Fou senyor de Jodoigne i abat laic de Sint-Truiden; va casar-se el 1172 amb Laureta de Loon (filla de Lluís I de Loon), però se'n va divorciar el 1174 i Laureta es va casar en segones noces amb Tibald de Bar senyor de Brie, Steinay i Longwy que el 1190 va succeir a Tibald I com a comte de Bar. Vers 1175 va cedir al seu germà Pere els comtats de Duras i Montaigu on aquest és esmentat vers 1185; el 1187 ja apareix com a comte de Duras l'altre germà Conó, que segurament morts els dos germans hauria reunit Clermont/Condroz, Montaigu i Duras. Vivia encara el 1189 i va morir probablement vers 1194.
El va heretar la seva germana Gerberga que hauria governat vers 1194-1206 a Montaigu, Clermont/Condroz, la senyoria de Rochefort i l'abadia laica de Dinant; estava casada amb Wery de Walcourt. El comtat de Duras això no obstant, per un acord, havia estat cedit vers 1189 a Gerard comte de Loon junt amb l'abadia laica de Sint-Truiden.

## Llista de comtes
- Gozeló o Goteló vers 1030-1064[4]
- Conó I 1064-1106, primer senyor de Rochefort
- Lambert 1106-1140, comte (uxori?) de Clermont en Condroz] des de vers 1110
- Conó II? 1140-1145, comte de Clermont en Condroz
- Godofreu 1145-1161, comte de Clermont en Condroz i comte uxori de Duras des de 1147
- Gil 1161-1175, Clermont en Condroz, el 1164 hereta de la mare el comtat de Duras; des de vers 1175 a 1185 només comte de Clermont en Condroz
- Pere 1175-1185, comte de Duras
- Conó (III) 1185-1194, comte de Duras i de Clermont en Condroz
- Gerberga 1194-1206 comtessa de Clermont en Condroz